# Simon le Lépreux
Simon le lépreux (Grec ancien: Σίμων ὁ λεπρός, Símōn ho leprós) est un personnage du Nouveau Testament, vivant à Béthanie, mentionné uniquement dans deux textes parallèles de Matthieu et Marc : Jésus était son hôte — et à sa table — lorsqu’une femme lui oignit la tête avec un précieux parfum. La scène de l’onction à Béthanie racontée par Matthieu et Marc se passant peu de temps avant sa Passion, est perçue par Jésus comme préfigurant symboliquement l’embaumement de son corps après sa mort. C’est alors qu’il prononça les paroles « Les pauvres vous les avez toujours avec vous, mais moi vous ne m’aurez pas pour toujours. ». Un lépreux doit se tenir éloigné des lieux de vie car la lèpre est un facteur d'exclusion, aussi Simon est probablement le lépreux guéri par Jésus. L'exègète Pinchas Lapide donne une autre explication : à la place de Simon le lépreux, il faut lire Simon le pieux. L'onction de Béthanie se passe dans la maison de Simon le lépreux pour Matthieu et Marc, dans la maison de Marthe et de Lazare pour Jean. Il est possible que Marthe soit l'épouse de Simon. 
L’évangéliste Luc place la scène de l’onction (Béthanie n’est pas mentionné) beaucoup plus tôt dans la vie de Jésus, et elle a lieu alors qu'il est invité à la table d’un pharisien dont rien d'autre n'est dit.  La similitude des deux onctions a conduit des commentateurs à considérer que Simon le lépreux (de Mt et Mc) et le pharisien (de Lc) ne sont qu’un seul et même personnage.  Mais cette identification est loin d’être certaine.

## Source
- John McKenzie : Dictionary of the Bible, Milwaukee, The Bruce publishing Company, 1965, p.817.